# Xədicə İsmayılova

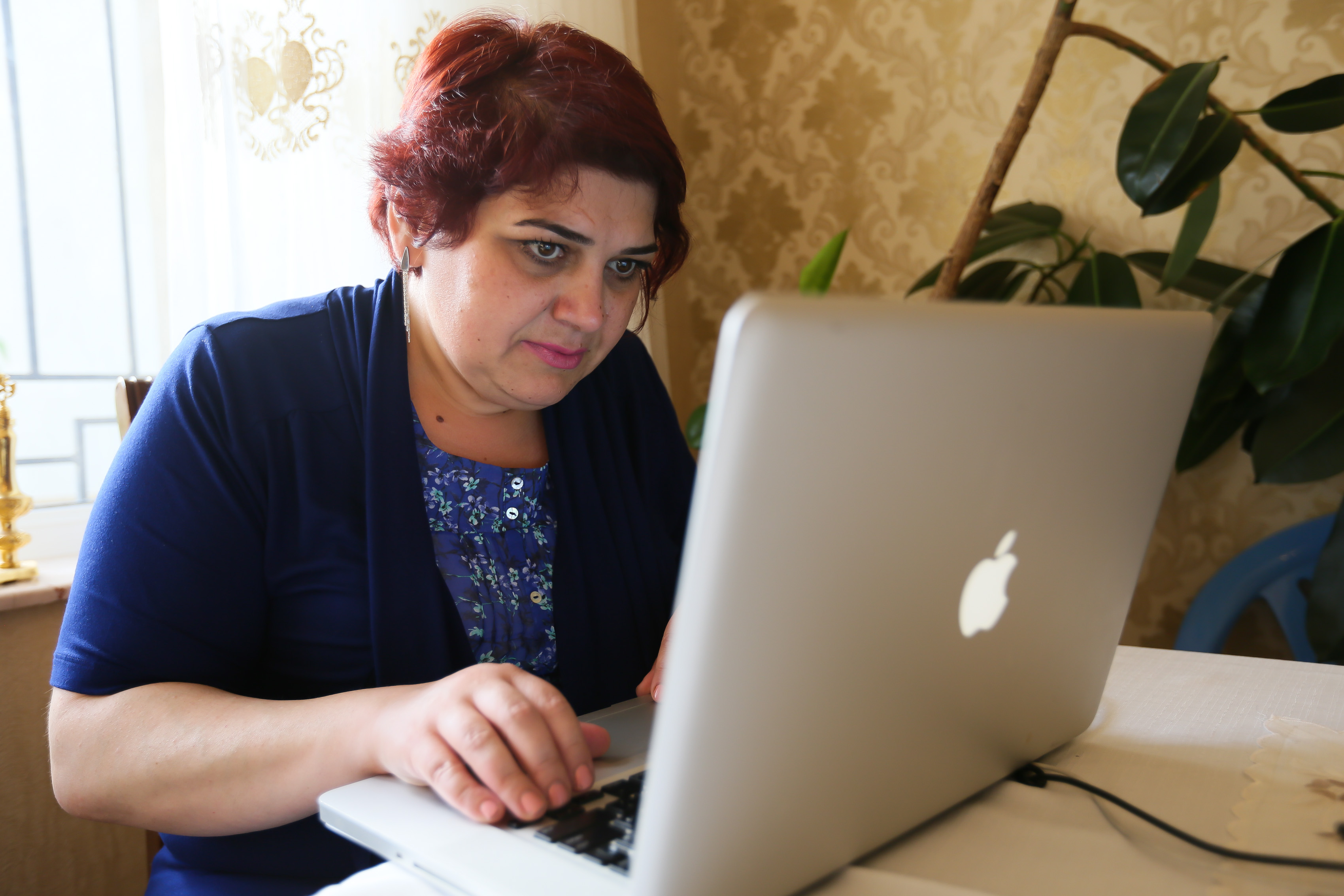
Xədicə İsmayılova (2016)

Xədicə Rövşən qızı İsmayılova [xædiːˈdʒæ rœvˈʃæn qɯzɯ ismɑˈjɯlovɑ] (international bekannt als englisch Khadija Ismayilova, eingedeutscht Chadidscha Ismajilowa; * 27. Mai 1976 in Baku) ist eine aserbaidschanische Journalistin, die sich gegen Korruption und Missstände in ihrem Land engagiert. 2017 erhielt sie den Right Livelihood Award (Alternativer Nobelpreis) „für ihre mutige Aufdeckung von Korruption auf höchster Regierungsebene, die sie auch ins Gefängnis brachte“.

## Leben
Xədicə İsmayılova wurde 1976 in Baku als Tochter eines Regierungsbeamten und einer Ingenieurin geboren. Nach dem Schulabschluss studierte sie seit 1992 Turkologie an der Staatlichen Universität Baku. Nach ihrem Abschluss 1997 arbeitete sie als Übersetzerin und Journalistin für die Zeitungen Zerkalo und Caspian Business News und für die Rundfunkstation Voice of America. Seit 2010 leitete sie die aserbaidschanische Redaktion von Radio Free Europe/Radio Liberty.
Seit 2012 veröffentlicht İsmayılova Recherchen über Korruption und unsaubere Geschäfte der Familie von Präsident İlham Əliyev, unter anderem über den Erwerb des wichtigsten Telekommunikationsunternehmens im Lande und über die Finanzierung des Baus der Konzerthalle für den Eurovision Song Contest 2012 in Baku. 2012 wurde sie mittels Filmaufnahmen, auf denen sie beim Sex mit ihrem Freund in ihrem Schlafzimmer zu sehen ist, erpresst. Ihr wurde gedroht, die Bilder zu veröffentlichen, wenn sie nicht ihre Aktivitäten beende. Da sie sich nicht einschüchtern ließ, wurde das Video bald darauf ins Internet gestellt. Die Urheber konnten nicht ermittelt werden. 2013 wurde sie zu Sozialstunden verurteilt, nachdem sie sich geweigert hatte, eine Strafe für die Teilnahme an einer nicht genehmigten Demonstration zu bezahlen. 2014 wurde Xədicə İsmayılova verhaftet und im September 2015 zu siebeneinhalb Jahren Haft verurteilt. 2016 wurde sie nach internationalen Protesten freigelassen und ihre Strafe in dreieinhalb Jahre Verurteilung  auf Bewährung umgewandelt. Im November 2017 wurden ihre Konten in Aserbaidschan nach einem Gerichtsurteil gesperrt. Zur Verleihung des Alternativen Nobelpreises am 1. Dezember durfte sie nicht nach Stockholm reisen, da nach wie vor ihre Ausreisesperre bestand.
Xədicə İsmayılova ist heute eine der schärfsten Kritikerinnen des Regimes von Präsident Əliyev in Aserbaidschan.

## Auszeichnungen
- 2012: Free Media Award der ZEIT-Stiftung
  - Courage in Journalism Award der International Women’s Media Federation
- 2013: Global Shining Light Award
- 2015: Barbara Goldsmith Freedom to Write Award des PEN Zentrum der USA
- 2016: Guillermo Cano World Press Freedom Prize der UNESCO
  - Nominierung zum Raif Badawi Award der Friedrich-Naumann-Stiftung[5][6]
  - 100 Women der  BBC
  - Alison Des Forges Award for Extraordinary Activism von Human Rights Watch
- 2017: Right Livelihood Award
- 2020: Preis für die Freiheit und Zukunft der Medien[7]